# Campeonato Europeo de Voleibol Masculino de 1997
La XX edición de este torneo se realizó del 6 al 14 de septiembre de 1997 con sede en Países Bajos.

## Sedes
| Ciudad    |
| --------- |
| Eindhoven |
| Bolduque  |

## Clasificación
Los 12 boletos al Campeonato se decidieron así: 1 para el anfitrión, 3 para los mejores 3 equipos en el Campeonato Europeo de Voleibol Masculino de 1995 con excepción de Países Bajos y los otros 8 boletos se definieron por una clasificación.

## Equipos
| Grupo A          | Grupo B         |
| ---------------- | --------------- |
| Alemania         | Bulgaria        |
| Grecia           | República Checa |
| Italia           | Finlandia       |
| Rusia            | Francia         |
| Países Bajos     | Eslovaquia      |
| RF de Yugoslavia | Ucrania         |

## Formato
La competición se divide en dos fases: la fase de grupos y la fase de play-off. En la fase de grupos los equipos se dividen en 2 grupos de 6 equipos cada uno y los 2 primeros de cada grupo avanzan a los play-off. En los play-off se jugaron las semifinales, partido por el tercer lugar y final.

## Fase de grupos

### Grupo A
| Equipo           | J | G | P | SG | SP | DS  | PTS |
| ---------------- | - | - | - | -- | -- | --- | --- |
| RF de Yugoslavia | 5 | 4 | 1 | 12 | 4  | +8  | 9   |
| Italia           | 5 | 4 | 1 | 12 | 4  | +8  | 9   |
| Eslovaquia       | 5 | 3 | 2 | 10 | 10 | 0   | 8   |
| Rusia            | 5 | 2 | 3 | 10 | 9  | +1  | 7   |
| Alemania         | 5 | 2 | 3 | 7  | 12 | -5  | 7   |
| Grecia           | 5 | 0 | 5 | 3  | 15 | -12 | 5   |

Resultados:
| Fecha    | Partido          | Partido | Partido          | Resultado |
| -------- | ---------------- | ------- | ---------------- | --------- |
| 06.09.97 | Italia           | -       | Grecia           | 3-0       |
| 06.09.97 | Eslovaquia       | -       | Alemania         | 3-1       |
| 06.09.97 | Rusia            | -       | RF de Yugoslavia | 3-0       |
| 07.09.97 | Alemania         | -       | Grecia           | 3-1       |
| 07.09.97 | Eslovaquia       | -       | Rusia            | 3-2       |
| 07.09.97 | RF de Yugoslavia | -       | Italia           | 3-0       |
| 08.09.97 | Alemania         | -       | Rusia            | 3-2       |
| 08.09.97 | Italia           | -       | Eslovaquia       | 3-1       |
| 08.09.97 | RF de Yugoslavia | -       | Grecia           | 3-1       |
| 10.09.97 | Italia           | -       | Alemania         | 3-0       |
| 10.09.97 | Rusia            | -       | Grecia           | 3-0       |
| 10.09.97 | RF de Yugoslavia | -       | Eslovaquia       | 3-0       |
| 11.09.97 | Italia           | -       | Rusia            | 3-0       |
| 11.09.97 | Eslovaquia       | -       | Grecia           | 3-1       |
| 11.09.97 | RF de Yugoslavia | -       | Alemania         | 3-0       |

### Grupo B
| Equipo          | J | G | P | SG | SP | DS  | PTS |
| --------------- | - | - | - | -- | -- | --- | --- |
| Países Bajos    | 5 | 5 | 0 | 15 | 0  | +15 | 10  |
| Francia         | 5 | 3 | 2 | 10 | 8  | +2  | 8   |
| Ucrania         | 5 | 3 | 2 | 11 | 10 | +1  | 8   |
| República Checa | 5 | 2 | 3 | 10 | 12 | -2  | 7   |
| Bulgaria        | 5 | 2 | 3 | 8  | 12 | -4  | 7   |
| Finlandia       | 5 | 0 | 5 | 3  | 15 | -12 | 5   |

Resultados:
| Fecha    | Partido         | Partido | Partido         | Resultado |
| -------- | --------------- | ------- | --------------- | --------- |
| 06.09.97 | Países Bajos    | -       | Finlandia       | 3-0       |
| 06.09.97 | República Checa | -       | Francia         | 3-1       |
| 06.09.97 | Ucrania         | -       | Bulgaria        | 3-2       |
| 07.09.97 | Francia         | -       | Finlandia       | 3-0       |
| 07.09.97 | Países Bajos    | -       | Ucrania         | 3-0       |
| 07.09.97 | Bulgaria        | -       | República Checa | 3-2       |
| 08.09.97 | Ucrania         | -       | Finlandia       | 3-0       |
| 08.09.97 | Francia         | -       | Bulgaria        | 3-0       |
| 08.09.97 | Países Bajos    | -       | República Checa | 3-0       |
| 10.09.97 | Bulgaria        | -       | Finlandia       | 3-1       |
| 10.09.97 | Ucrania         | -       | República Checa | 3-2       |
| 10.09.97 | Países Bajos    | -       | Francia         | 3-0       |
| 11.09.97 | República Checa | -       | Finlandia       | 3-2       |
| 11.09.97 | Francia         | -       | Ucrania         | 3-2       |
| 11.09.97 | Países Bajos    | -       | Bulgaria        | 3-0       |

## Play-off
|  | Semifinales         | Semifinales         |   |                     | Final                       | Final |  |
|  |                     |                     |   |                     |                             |       |  |
|  |                     |                     |   |                     |                             |       |  |
|  | ?, 13 de septiembre |                     |   |                     |                             |       |  |
|  | Francia             | 0                   |   |                     |                             |       |  |
|  | RF de Yugoslavia    | 3                   |   |                     |                             |       |  |
|  |                     |                     |   |                     |                             |       |  |
|  |                     |                     |   |                     | Eindhoven, 14 de septiembre |       |  |
|  |                     |                     |   |                     | { RF de Yugoslavia          | 1     |  |
|  |                     | Países Bajos        | 3 |                     |                             |       |  |
|  |                     |                     |   |                     |                             |       |  |
|  |                     |                     |   |                     |                             |       |  |
|  |                     |                     |   |                     | Tercer lugar                |       |  |
|  | ?, 13 de septiembre | ?, 13 de septiembre |   | ?, 14 de septiembre | ?, 14 de septiembre         |       |  |
|  | Países Bajos        | 3                   |   | Francia             | 1                           |       |  |
|  | Italia              | 0                   |   |                     | Italia                      | 3     |  |

### Semifinales
| Fecha    | Partido      | Partido | Partido          | Resultado |
| -------- | ------------ | ------- | ---------------- | --------- |
| 13.09.99 | Francia      | -       | RF de Yugoslavia | 0-3       |
| 13.09.99 | Países Bajos | -       | Italia           | 3-0       |

### Tercer lugar
| Fecha    | Partido | Partido | Partido | Resultado |
| -------- | ------- | ------- | ------- | --------- |
| 13.09.99 | Francia | -       | Italia  | 1-3       |

### Final
| Fecha    | Partido          | Partido | Partido      | Resultado |
| -------- | ---------------- | ------- | ------------ | --------- |
| 13.09.99 | RF de Yugoslavia | -       | Países Bajos | 1-3       |

## 5º al 8º puesto
|  | Semifinales         | Semifinales         |   |                     | Final               | Final |  |
|  |                     |                     |   |                     |                     |       |  |
|  |                     |                     |   |                     |                     |       |  |
|  | ?, 13 de septiembre |                     |   |                     |                     |       |  |
|  | Eslovaquia          | 0                   |   |                     |                     |       |  |
|  | República Checa     | 3                   |   |                     |                     |       |  |
|  |                     |                     |   |                     |                     |       |  |
|  |                     |                     |   |                     | ?, 14 de septiembre |       |  |
|  |                     |                     |   |                     | República Checa     | 0     |  |
|  |                     | Rusia               | 3 |                     |                     |       |  |
|  |                     |                     |   |                     |                     |       |  |
|  |                     |                     |   |                     |                     |       |  |
|  |                     |                     |   |                     | Tercer lugar        |       |  |
|  | ?, 13 de septiembre | ?, 13 de septiembre |   | ?, 14 de septiembre | ?, 14 de septiembre |       |  |
|  | Rusia               | 3                   |   | Eslovaquia          | 0                   |       |  |
|  | Ucrania             | 0                   |   |                     | Ucrania             | 3     |  |

### Definición de encuentros
| Fecha    | Partido    | Partido | Partido         | Resultado |
| -------- | ---------- | ------- | --------------- | --------- |
| 13.09.99 | Eslovaquia | -       | República Checa | 0-3       |
| 13.09.99 | Rusia      | -       | Ucrania         | 3-0       |

### 7º Lugar
| Fecha    | Partido    | Partido | Partido | Resultado |
| -------- | ---------- | ------- | ------- | --------- |
| 14.09.99 | Eslovaquia | -       | Ucrania | 0-3       |

### 5º Lugar
| Fecha    | Partido         | Partido | Partido | Resultado |
| -------- | --------------- | ------- | ------- | --------- |
| 14.09.99 | República Checa | -       | Rusia   | 0-3       |

## Medallero
|              |                  |        |
| Países Bajos | RF de Yugoslavia | Italia |

## Clasificación Final
| 1. Países Bajos     |
| 2. RF de Yugoslavia |
| 3. Italia           |
| 4. Francia          |
| 5. Rusia            |
| 6. República Checa  |
| 7. Ucrania          |
| 8. Eslovaquia       |
| 9. Bulgaria         |
| 9. Alemania         |
| 11. Finlandia       |
| 11. Grecia          |